# Robert Tepper
Pour les articles homonymes, voir Tepper.
Robert Tepper, né Antoine Roberto Teppardo à Bayonne dans le New Jersey le 8 octobre 1953, est un chanteur américain.

## Biographie
A 17 ans, il débute comme chanteur d'un groupe de Bayonne, jouant en première partie de Vanilla Fudge ou The Turtles. 
En 1967, il part étudier à la Mannes School of Music de New York.
Avec Madeline Sunshine, parolière, il travaille comme compositeur, notamment sur le titre "This is Love" de Paul Anka en 1978.
En 1981, Robert habite New York. Il rencontre Neil Bogart et Benny Mardones (en) et sympathise avec ce dernier. Ils collaborent sur 3 titres de l'album Never Run, Never Hide (en) de Benny Mardones et en particulier le titre "Into The Night" (en), un succès aux États-Unis en 1980 et 1989.
Durant cette période, il se lie d'amitié avec Roy Orbison.
En 1985, à Los Angeles, il signe un contrat avec Scotti Bros. Records , commence à enregistrer, Il co-écrit le single "Le Bel Age" tiré de l'album Seven the Hard Way de Pat Benatar en 1985.
A la fin des années 1990, il enregistre avec des membres du groupe Iron Butterfly. Le projet sortira finalement comme disque solo sous le titre "No Rest for the Wounded Heart".
Il travaille ensuite à Nashville pour Barbara Orbison au sein de "Still Working Music".
En 1999, il retourne vivre à Los Angeles. et se convertit en ingénierie du son. Un de ses clients, le bassiste Daniel Friedberg alias Freebo, lui permet de travailler entre autres avec les guitaristes Mark Goldenberg (Pointer Sisters, Peter Frampton, Jackson Browne, Paula Abdul, Neil Diamond), Albert Lee et Peter Brunetta (batteur notamment pour Ringo Starr, Tina Turner, The Temptations).
En 2012, il sort un nouvel album folk , "New Life Story",  sur son propre label.

## Robert Tepper & Sylvester Stallone
- En 1985, à Los Angeles, Robert Tepper rencontre Sylvester Stallone qui cherche des morceaux pour son nouveau film Rocky 4, Robert chante : No Easy Way Out.
- L'année suivante, Stallone re contacte Robert pour une nouvelle chanson Angel Of The City pour son nouveau film Cobra.
- Les deux chansons se trouvent dans le premier album de Robert Tepper (No Easy Way Out)

## Discographie

### Albums
- 1986 : No Easy Way Out (en)
- 1988 : Modern Madness
- 1996 : No Rest For The Wounded Heart
- 2012 : New Life Story